# Тарандинцы
Тарандинцы (укр. Тарандинці) — село,
Тарандинцевский сельский совет,
Лубенский район,
Полтавская область,
Украина.
Код КОАТУУ — 5322887001. Население по переписи 2001 года составляло 776 человек.
Является административным центром Тарандинцевского сельского совета, в который, кроме того, входят сёла
Вилы,
Губское и
Березовка.

## Географическое положение
Село Тарандинцы находится на правом берегу реки Ольшанка,
выше по течению на расстоянии в 1,5 км расположено село Пышное,
ниже по течению на расстоянии в 3,5 км расположено село Енковцы,
на противоположном берегу — село Губское.

## Экономика
- Кооператив «Надежда».

## Объекты социальной сферы
- Школа.
- Дом культуры.